# Leptotarsus (Longurio) paraguayanus
Leptotarsus (Longurio) paraguayanus is een tweevleugelige uit de familie langpootmuggen (Tipulidae). De soort komt voor in het Neotropisch gebied.